# Ticagrelor
Le ticagrélor est un médicament antiagrégant plaquettaire.
Cette molécule est commercialisée par le laboratoire Astra Zeneca, sous le nom de Brilique en France et en Suisse.

## Mode d'action

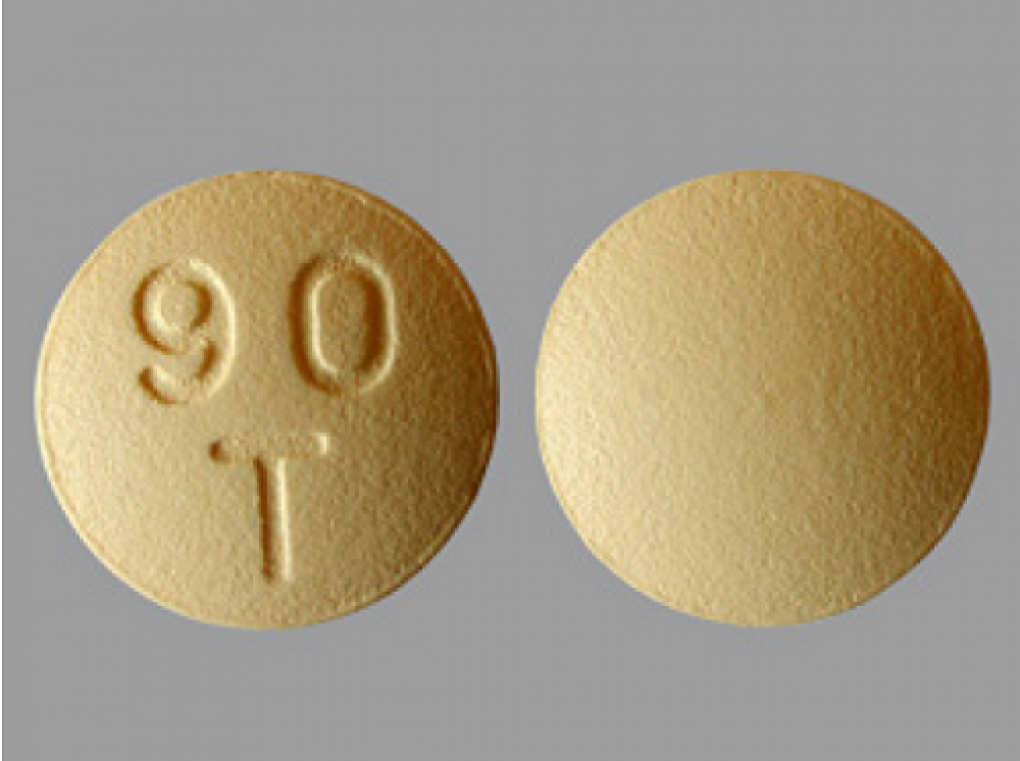
Comprimé 90mg de Brilinta des USA

Il s'agit de la première et actuellement seule molécule de la classe des cyclopentyl-triazolo-pyrimidines utilisée comme antiagrégant plaquettaire. Il agit en se fixant sur le récepteur P2Y12 des plaquettes sanguines. La liaison à ce récepteur, en empêchant la liaison du ligand habituel (l'ADP) entraîne une inhibition de l'agrégation plaquettaire.
Ce mécanisme est identique à celui des thiénopyridines, clopidogrel et prasugrel. Cependant tandis que les thiénopyridines se fixent de manière irréversible au récepteur, le ticagrélor se fixe de manière réversible.
Il inhibe également l'ENT1, une protéine transporteuse d'adénosine, augmentant la demi-vie de cette dernière dans le sang et expliquant potentiellement certains effets du médicament : il augmente ainsi le débit coronarien induit par l'adénosine avec exacerbation de la dyspnée. La cause de ce dernier symptôme n'est cependant pas univoque, d'autres molécules inhibitrices de l'ENT1 n'ayant pas cet effet secondaire et certains antiagrégants plaquettaires, non inhibitrices de l'ENT1 comportant cet effet.

## Métabolisme
La molécule est directement active, sans avoir besoin d'être métabolisée, à la différence du clopidogrel — nécessitant deux transformations hépatiques avant de devenir actif — et du prasugrel — nécessitant une transformation ; cela implique :
- que son délai d'action, c'est-à-dire le délai de mise en place de l'effet antiagrégant est plus court que celui observé chez les thiénopyridines, même lorsque celles-ci sont données en dose de charge ;
- qu'il n'existe pas de personnes résistantes (en terme d'activation) au ticagrélor.

L'agrégabilité plaquettaire revient plus vite à la normale après arrêt des traitements du fait de la réversibilité de la liaison au P2Y12. Il en découle :
- un effet négatif : la dose habituelle est de 2 comprimés/jour (les thiénopyridines sont en prise unique journalière) ;
- un effet positif : en cas de chirurgie non programmée l'effet antiagrégant disparait rapidement.

Son dosage sanguin, ainsi que de ses deux métabolites, AR-C124910XX et AR-C133913XX, est possible par chromatographie en phase liquide mais n'est fait que dans le cadre de travaux de recherche.
L'action du ticagrélor est retardé par l'administration de morphine que cela soit au décours d'un infarctus ou lors d'une procédure d'angioplastie.

## Efficacité
Il a été testé presque exclusivement en association avec de petites doses d'aspirine (« double antiagrégation plaquettaire ») et utilisé comme tel.
Après un infarctus du myocarde ou un angor instable, il est plus efficace que le clopidogrel dans la réduction de la mortalité et des événements cardio-vasculaires. Il conserve son action chez les patients non répondeurs au clopidogrel. Il est donné classiquement pendant un an après un événement coronarien mais un traitement plus prolongé pourrait être intéressant, en particulier chez les diabétiques.  
Cependant, après une angioplastie coronaire en dehors des situations d'urgence, son bénéfice par rapport au clopidogrel n'est pas démontré et il entraîne plus de saignements.
Chez le patient ayant une artériopathie oblitérante des membres inférieurs, associé à l'aspirine, il réduit le risque de survenue d'événements cardio-vasculaires.
Son efficacité est comparable à celle du prasugrel, autre antiagrégant plaquettaire, dans le cadre du syndrome coronarien aigu. En cas d'infarctus du myocarde traité par angioplastie primaire, le risque de récidive d'infarctus est supérieur avec le ticagrélor en comparaison avec le prasugrel.
Le tabagisme pourrait influencer favorablement son efficacité, la supériorité trouvée vis-à-vis du clopidogrel semblant devenir marginale chez le non fumeur.
Son utilisation en monothérapie (arrêt de l'aspirine un à trois mois après le début du traitement), dans le cadre d'une angioplastie, est d'une efficacité comparable à celle de la double antiagrégation plaquettaire classique, avec des complications hémorragiques moindre.
Chez la personne âgée (plus de 80 ans), son intérêt, par rapport au clopidogrel, est beaucoup moins évident.

## Effets indésirables
Ce sont essentiellement les saignements, mais le risque d'hémorragies importantes semble équivalent à celui des patients sous clopidogrel et aspirine. Le ticagrélor cause des dyspnées et des pauses ventriculaires.
En cas d'hémorragie, la transfusion plaquettaire semble avoir une efficacité limitée. En cas de nécessité d'une chirurgie avec risque hémorragique important, l'idéal est de pouvoir arrêter le ticagrélor entre 3 et 7 jours avant la date de l'intervention. Un anticorps monoclonal dirigé contre la molécule est en cours de développement, permettant d'antagoniser très rapidement le traitement.